# Liste der deutschen Verkehrsminister
Verkehrsminister sind bzw. waren jene Mitglieder der Bundes- bzw. Reichsregierung, die sich mit den Belangen des Verkehrswesens befassen bzw. befassten.

## Reichsminister für Verkehr der Weimarer Republik (1919–1933)
| Name                            | Amtszeit (Beginn) | Amtszeit (Ende)  | Partei  |
| ------------------------------- | ----------------- | ---------------- | ------- |
| Johannes Bell                   | 13. Februar 1919  | 1. Mai 1920      | Zentrum |
| Gustav Bauer                    | 1. Mai 1920       | 21. Juni 1920    | SPD     |
| Wilhelm Groener                 | 25. Juni 1920     | 12. August 1923  | –       |
| Rudolf Oeser                    | 13. August 1923   | 12. Oktober 1924 | DDP     |
| Rudolf Krohne                   | 12. Oktober 1924  | 1. Februar 1927  | DVP     |
| Wilhelm Koch                    | 1. Februar 1927   | 28. Juni 1928    | DNVP    |
| Theodor von Guérard             | 28. Juni 1928     | 6. Februar 1929  | Zentrum |
| Georg Schätzel                  | 7. Februar 1929   | 13. April 1929   | BVP     |
| Adam Stegerwald                 | 13. April 1929    | 27. März 1930    | Zentrum |
| Theodor von Guérard             | 31. März 1930     | 9. Oktober 1931  | Zentrum |
| Gottfried Treviranus            | 10. Oktober 1931  | 1. Juni 1932     | DNVP    |
| Paul Freiherr von Eltz-Rübenach | 1. Juni 1932      | 28. Januar 1933  | –       |

## Reichsminister für Verkehr des Dritten Reiches (1933–1945)
| Name                   | Amtszeit (Beginn) | Amtszeit (Ende) | Partei |
| ---------------------- | ----------------- | --------------- | ------ |
| Paul von Eltz-Rübenach | 30. Januar 1933   | 2. Februar 1937 | –      |
| Julius Dorpmüller      | 2. Februar 1937   | 23. Mai 1945    | NSDAP  |

## Minister für Verkehr der DDR (1949–1990)
| Name            | Amtszeit (Beginn) | Amtszeit (Ende)   | Partei |
| --------------- | ----------------- | ----------------- | ------ |
| Hans Reingruber | 11. Oktober 1949  | 10. April 1953    | –      |
| Roman Chwalek   | 10. April 1953    | 19. November 1954 | SED    |
| Erwin Kramer    | 19. November 1954 | 15. Dezember 1970 | SED    |
| Otto Arndt      | 15. Dezember 1970 | 7. November 1989  | SED    |
| Heinrich Scholz | 18. November 1989 | Februar 1990      | SED    |
| Herbert Keddi   | Februar 1990      | 12. April 1990    | SED    |
| Horst Gibtner   | 12. April 1990    | 2. Oktober 1990   | CDU    |

## Minister für Verkehr der Bundesrepublik Deutschland (seit 1949)

### Bundesminister für Verkehr (1949–1998)
| Nr. | Name                   | Bild | Lebens- daten | Partei                      | Amtszeit           | Amtszeit          | Amtsdauer in Tagen | Kabinett(e)                                                                   |
| Nr. | Name                   | Bild | Lebens- daten | Partei                      | Beginn             | Ende              | Amtsdauer in Tagen | Kabinett(e)                                                                   |
| --- | ---------------------- | ---- | ------------- | --------------------------- | ------------------ | ----------------- | ------------------ | ----------------------------------------------------------------------------- |
| 1   | Hans-Christoph Seebohm |      | 1903–1967     | DP (bis 1960) CDU (ab 1960) | 20. September 1949 | 30. November 1966 | 6219               | Adenauer I Adenauer II Adenauer III Adenauer IV Adenauer V Erhard I Erhard II |
| 2   | Georg Leber            |      | 1920–2012     | SPD                         | 1. Dezember 1966   | 7. Juli 1972      | 2045               | Kiesinger Brandt I                                                            |
| 3   | Lauritz Lauritzen      |      | 1910–1980     | SPD                         | 7. Juli 1972       | 16. Mai 1974      | 678                | Brandt I Brandt II                                                            |
| 4   | Kurt Gscheidle         |      | 1924–2003     | SPD                         | 16. Mai 1974       | 4. November 1980  | 2364               | Schmidt I Schmidt II                                                          |
| 5   | Volker Hauff           |      | * 1940        | SPD                         | 6. November 1980   | 1. Oktober 1982   | 694                | Schmidt III                                                                   |
| 6   | Werner Dollinger       |      | 1918–2008     | CSU                         | 4. Oktober 1982    | 12. März 1987     | 1620               | Kohl I Kohl II                                                                |
| 7   | Jürgen Warnke          |      | 1932–2013     | CSU                         | 12. März 1987      | 21. April 1989    | 771                | Kohl III                                                                      |
| 8   | Friedrich Zimmermann   |      | 1925–2012     | CSU                         | 21. April 1989     | 18. Januar 1991   | 637                | Kohl III                                                                      |
| 9   | Günther Krause         |      | * 1953        | CDU                         | 18. Januar 1991    | 13. Mai 1993      | 846                | Kohl IV                                                                       |
| 10  | Matthias Wissmann      |      | * 1949        | CDU                         | 13. Mai 1993       | 26. Oktober 1998  | 1992               | Kohl IV Kohl V                                                                |

### Bundesminister für Verkehr, Bau- und Wohnungswesen (1998–2005)
| Nr. | Name              | Bild | Partei | Amtszeit (Beginn)  | Amtszeit (Ende)    |
| --- | ----------------- | ---- | ------ | ------------------ | ------------------ |
| 11  | Franz Müntefering |      | SPD    | 27. Oktober 1998   | 17. September 1999 |
| 12  | Reinhard Klimmt   |      | SPD    | 29. September 1999 | 16. November 2000  |
| 13  | Kurt Bodewig      |      | SPD    | 20. November 2000  | 22. Oktober 2002   |
| 14  | Manfred Stolpe    |      | SPD    | 22. Oktober 2002   | 22. November 2005  |

### Bundesminister für Verkehr, Bau und Stadtentwicklung (2005–2013)
| Nr. | Name               | Bild | Partei | Amtszeit (Beginn) | Amtszeit (Ende)   |
| --- | ------------------ | ---- | ------ | ----------------- | ----------------- |
| 15  | Wolfgang Tiefensee |      | SPD    | 22. November 2005 | 28. Oktober 2009  |
| 16  | Peter Ramsauer     |      | CSU    | 28. Oktober 2009  | 17. Dezember 2013 |

### Bundesminister für Verkehr und digitale Infrastruktur (2013–2021)
| Nr. | Name                              | Bild | Partei | Amtszeit (Beginn) | Amtszeit (Ende)  |
| --- | --------------------------------- | ---- | ------ | ----------------- | ---------------- |
| 17  | Alexander Dobrindt                |      | CSU    | 17. Dezember 2013 | 24. Oktober 2017 |
| –   | Christian Schmidt (kommissarisch) |      | CSU    | 24. Oktober 2017  | 14. März 2018    |
| 18  | Andreas Scheuer                   |      | CSU    | 14. März 2018     | 8. Dezember 2021 |

### Bundesminister für Digitales und Verkehr (2021–2025)
| Nr. | Name           | Bild | Partei                   | Amtszeit (Beginn) | Amtszeit (Ende) |
| --- | -------------- | ---- | ------------------------ | ----------------- | --------------- |
| 19  | Volker Wissing |      | parteilos (bis 2024 FDP) | 8. Dezember 2021  | 6. Mai 2025     |

### Bundesminister für Verkehr (seit 2025)
| Nr. | Name              | Bild                                     | Partei | Amtszeit (Beginn) | Amtszeit (Ende) |
| --- | ----------------- | ---------------------------------------- | ------ | ----------------- | --------------- |
| 20  | Patrick Schnieder | Ein Foto des Bundesministers für Verkehr | CDU    | 6. Mai 2025       | amtierend       |